# Inglês internacional
Inglês internacional é o conceito da língua inglesa como meio global de comunicação em vários dialetos e o movimento em direção a um padrão internacional para o idioma. É também referido como inglês global, inglês mundial, inglês comum, inglês continental, inglês geral , Engas (do inglês: English as associate language; Inglês como língua associada) ou Globish (do inglês: Global English; Inglês global). Às vezes, esses termos se referem simplesmente à variedade de inglês falada em todo o mundo.
Às vezes, “inglês internacional” e os termos relacionados acima se referem a uma padronização desejada, ou seja, inglês padrão; no entanto, não há consenso sobre o caminho para esse objetivo. Muitas propostas tem sido feitas para tornar o inglês internacional mais acessível a pessoas de diferentes nacionalidades. O inglês básico é um exemplo, mas não deu certo. Mais recentemente, surgiram propostas para o inglês como língua franca (ILF), em que os falantes não nativos desempenham um papel altamente ativo no desenvolvimento da língua. Também foi argumentado que o inglês internacional é impossibilitado por conta de sua grafia tradicional. Tem havido um processo lento na adoção de grafias alternativas.

## Contexto histórico
O conceito moderno de inglês internacional não existe de forma isolada, mas é um produto de séculos de desenvolvimento da língua inglesa.
A língua inglesa evoluiu na Inglaterra, a partir de um conjunto de dialetos germânicos ocidentais falados pelos anglos e saxões. Esses dois povos chegaram da Europa continental no século V. Esses dialetos ficaram conhecidos como Englisc (literalmente “Anglish”), a língua referida atualmente como Anglo-Saxônica ou Inglês Antigo, a língua do poema Beowulf. No entanto, menos de um quarto do vocabulário do inglês moderno é derivado da ancestralidade compartilhada com outras línguas germânicas ocidentais devido a extensos empréstimos do nórdico, do normando, do latim e de outros idiomas. Foi durante as invasões vikings do período anglo-saxão, que o inglês antigo foi influenciado pelo contato com o nórdico, um grupo de dialetos germânicos do norte falados pelos vikings, que passaram a controlar uma grande região no norte da Inglaterra conhecida como Danelaw. Elementos como os pronomes eles e elas, entraram para o vocabulário do inglês nórdico por conta da ocupação viking intermitente no norte da Inglaterra durante os séculos anteriores à conquista normanda (ver, por exemplo, Canuto, o Grande). Logo, após a conquista normanda de 1066, a língua inglesa deixou de ser uma língua literária (ver, por exemplo, Ormulum) e foi substituída pela anglo-normanda como sendo a língua escrita da Inglaterra. Durante o período normando, o inglês absorveu parte significativa do vocabulário francês.
Aproximadamente um terço do vocabulário do inglês moderno se origina na língua francesa. Com este novo vocabulário vocabulário adicional emprestado do latim (com o grego, outro aproximadamente um terço do vocabulário do inglês moderno, embora alguns empréstimos do latim e do grego datem de períodos posteriores), uma gramática simplificada, o uso das convenções ortográficas do francês, da ortografia do inglês antigo, a língua transformou-se no inglês médio (a língua de Chaucer). A “dificuldade” do inglês com sua escrita teve início, portanto, na Alta Idade Média, quando as convenções ortográficas francesas eram usadas para soletrar uma língua cuja ortografia original e mais adequada havia sido esquecida após anos de inatividade. Durante o final do período medieval, o rei Henrique V da Inglaterra (1387-1422) ordenou o uso do inglês de sua época em procedimentos perante ele e perante as burocracias do governo. Isso levou ao desenvolvimento do Inglês da Chancelaria, uma forma padronizada do idioma usada na burocracia governamental. No entanto, o uso do chamado francês jurídico nos tribunais ingleses continuou durante a Renascença.
O surgimento do inglês como língua do País de Gales resulta da incorporação do país à Inglaterra e também data aproximadamente desse período. Logo depois, o desenvolvimento da impressão por Caxton e outros acelerou o desenvolvimento de uma forma padronizada de inglês. Após a mudança na pronuncia das vogais, que marca a transição do inglês do período medieval para o renascentista, a língua da chancelaria e de Caxton deram origem ao inglês moderno antigo (a língua da época de Sheakespeare) e, com mudanças relativamente moderadas, acabou se transformando no inglês da linguagem de hoje. O escocês, como falado nas terras baixas e ao longo da costa leste da Escócia, desenvolveu-se de maneira amplamente independente do inglês moderno sendo baseado nos dialetos do norte anglo-saxão, particularmente da Nortúmbria, que também servem como base para os dialetos do inglês das regiões ao norte, como os de Yorkshire e Newcastle upon Tyne. A Nortúmbtia estava dentro da Daneslaw e, portanto, experimentou uma influência maior do nórdico do que os dialetos das regiões ao sul. À medida que a influência política de Londres ia crescendo, a versão da língua da chancelaria passou a desenvolver um padrão de escrita para toda a Grã-Bretanha, progredindo ainda mais no período moderno à medida que a Escócia se unia à Inglaterra como resultado do Tratado da União de 1707.
O estabelecimento da primeira colônia permanente de língua inglesa na América do Norte em 1607 foi um passo importante para a globalização da língua. O inglês britânico foi apenas parcialmente padronizado quando as colônias americanas foram estabelecidas. Isolados uns dos outros pelo Oceano Atlântico, os dialetos da Inglaterra e das colônias começaram a evoluir de forma independente.
A colonização britânica da Austrália a partir de 1788, trouxe a língua inglesa para a Oceania. No século XIX, a padronização do inglês britânico estava mais estabelecido do que no século anterior. Esse inglês relativamente estabelecido foi levado para a África, Ásia e Nova Zelândia. Ela se desenvolveu tanto como língua de colonos de língua inglesa da Grã-Bretanha e da Irlanda quanto como a língua administrativa imposta aos falantes de outras línguas nas várias partes do Império Britânico. O primeiro formulário pode ser visto em inglês da Nova Zelândia e o último em inglês indiano. Na Europa, o inglês recebeu um papel mais central, especialmente a partir de 1919, quando o Tratado de Versalhes foi composto não apenas em francês, a língua franca da diplomacia na época, mas, a pedido especial do presidente dos Estados Unidos, Woodrow Wilson, também em inglês, sendo um marco importante na globalização do inglês.[carece de fontes?].
As regiões de língua inglesa do Canadá e do Caribe estão ligadas entre conexões históricas com o Reino Unido e a Comunidade Britânica e conexões geográficas e econômicas com os Estados Unidos. Em algumas coisas, eles tendem a seguir os padrões britânicos, enquanto em outros, especialmente comerciais, eles seguem os padrões norte-americanos.

## Inglês como língua global
Braj Karchu divide o uso do inglês em três círculos concêntricos:
O círculo interno é a base tradicional do inglês e inclui países como o Reino Unido, a Irlanda e as populações anglófonas das ex-colônias britânicas dos Estados Unidos, Austrália, Nova Zelândia, África do Sul, Canadá e várias ilhas do Caribe, Oceano Índico e Oceano Pacífico.
No círculo externo estão aqueles países onde o inglês tem importância oficial ou histórica (“significado especial”). Isso inclui a maioria dos países da Comunidade das Nações (o antigo Império Britânico), incluindo países populosos como Índia, Paquistão, Nigéria e outros, como as Filipinas, sob a esfera da influência de países de língua inglesa. Aqui, o inglês pode servir como língua franca útil entre grupos étnicos e linguísticos. O ensino superior, os poderes legislativos e judiciário, o comércio nacional e assim por diante, podem ser ministrados predominantemente em inglês.
E o círculo em expansão se refere aos países onde o inglês não tem papel oficial, mas é importante para certas funções, por exemplo, negócios internacionais e turismo. De acordo com o British Council, no século XXI, os falantes não nativos do inglês superaram os falantes nativos por conta de três fatores. Darius Degher, um professor da Universidade de Malmö, na Suécia, usa o termo inglês descentralizado para descrever essa mudança, junto com as mudanças no que é considerado importante para usuários e alunos da língua inglesa. Nas regiões de língua escandinavas, bem como os Países Baixos, tem um bilinguismo quase completo entre suas línguas nativas e o inglês, como segunda língua. Em outros lugares da Europa, embora não universalmente, o conhecimento de inglês ainda é bastante comum entre os falantes não nativos. Em muitos casos, isso leva a sotaques derivados das línguas nativas alterando as pronuncias do inglês falado nesses países.
A pesquisa sobre o inglês como língua franca no sentido de “Inglês no Círculo de Expansão” é relativamente recente. Os linguistas que atuaram neste campo são Jennifer Jenkins, Barbara Seidlhofer, Christiane Meierkord e Joachim Grzega.

## Inglês como língua franca no ensino de línguas estrangeiras
O inglês como idioma adicional (ILA) geralmente se baseia nos padrões do inglês americano ou inglês britânico, além de incorporar termos estrangeiros. O inglês como língua internacional (ILI) é um ILA com ênfase no aprendizado de diferentes formas de dialeto principal, em particular, visa equipar os alunos com as ferramentas linguísticas para se comunicarem internacionalmente. Roger Nunn considera diferentes tipos de competência em relação ao ensino do inglês como língua internacional, argumentando que a competência linguística não foi abordada de forma adequada em considerações recentes de ILI.
Vários modelos de “inglês simplificado” foram sugeridos para o ensino do inglês como língua estrangeira:
- Inglês básico, desenvolvido por Charles Kay Ogden (e mais tarde I.A. Richards), na década de 1930; um reavivamento recente foi iniciado por Bill Templer.
- Thereshold Level English, desenvolvido por Van Ej e Alexander.
- Globish, desenvolvido por Jean-Paul Nerrière.
- Inglês global básico, desenvolvido por Joachim Grzega

Além disso, Randolph Quirk e Gabriele Stein idealizaram um inglês nuclear que, no entanto, nunca foi totalmente desenvolvido.
Com referência ao termo “Globish”, Robert McCrum o usou para significar “inglês como língua global”. Jean-Paul Nerriere usa-o para uma linguagem construída.

## Inglês global básico
O Inglês Global Básico (IGB), ou, em inglês, Basic Global English (BGE), é um conceito de inglês global iniciado pelo linguista alemão Joachim Grzega. Ele teve a ideia de criar um tipo de inglês que pudesse ser aprendido mais facilmente que o inglês regular britânico ou americano e que servisse como ferramenta para uma comunicação global de sucesso. O IGB é guiado pela “empatia e tolerância” entre os falantes dentro de um contexto global. Isso se aplica ao contexto da comunicação global, onde diferentes falantes com diversas línguas maternas se reúnem. O IGB visa desenvolver essa competência o mais rápido possível.
O ensino da língua inglesa está quase sempre relacionado a uma cultura correspondente. Por exemplo, os alunos ou lidam com o inglês americano e, portanto, com a cultura norte-americana ou com o inglês britânico e, portanto com a cultura britânica. O inglês global básico busca resolver esse problema criando uma versão coletiva do inglês. Além disso, seus defensores o promovem como um sistema adequado tanto para o autodidatismo quanto para o ensino em sala de aula.
O inglês global básico é baseado em um vocabulário de 750 palavras. Além disso, cada aluno deve adquirir o conhecimento de 250 palavras adicionais. Essas palavras podem ser escolhidas livremente, de acordo com as necessidades e interesses específicos do aluno.
O IGB oferece não apenas habilidades básicas de linguagem, mas também as chamadas “estratégias básicas de polidez”. Isso inclui criar uma atmosfera positiva, aceitar uma oferta com “Sim, por favor” ou recusar com “Não, obrigado”, além tópicos de conversas casuais para escolher ou evitar.
O Inglês Global Básico foi testado em duas escolas primárias na Alemanha. Para a prova prática do IGB, doze aulas abrangeram meio ano letivo. Após o ensino do IGB, os alunos puderam responder a perguntas sobre si próprios, sua família, seus hobbies e etc. Além disso, eles puderam fazer perguntas sobre os mesmos tópicos. Além disso, aprenderam também os números de 1 a 31 e o vocabulário que inclui na bagagem e na sala de aula. Tanto os alunos quanto os pais tiveram uma impressão positiva do projeto.

## Conceitos variados

### Universidade e flexibilidade
Às vezes, o termo inglês internacional se refere ao inglês da forma como ele está sendo usado e desenvolvido realmente no mundo; como uma língua de propriedade não apenas dos falantes nativos, mas de todos aqueles que a utilizam.
Basicamente, ele abrange o idioma inglês de modo geral, frequentemente, mas nem sempre ou necessariamente, implicitamente visto como padrão. Certamente, também é comumente usado em conexão com a aquisição, uso e estudo do inglês como língua franca mundial ('TEIL: Ensino de inglês como uma língua internacional') e, especialmente, quando o idioma é considerado como um todo em contraste com o inglês britânico, inglês norte-americano, inglês sul-africano e similares. (McArthur, 2002, p. 444-445).
Significa especialmente palavras e frases em inglês que geralmente são compreendidas em todo mundo de língua inglesa, em oposição aos localismos. A importância das habilidades não-nativas do inglês pode ser reconhecida por trás da velha piada de que o idioma internacional da ciência e tecnologia é o Broken English.

### Neutralidade
O inglês internacional alcança a neutralidade cultural. Isso tem um uso prático:
O que poderia ser melhor do que um tipo de inglês que evita que você tenha que reeditar publicações para mercados regionais individuais. Professores e alunos de inglês como segunda língua também acham uma ideia atraente – ambos frequentemente preocupados que seu inglês seja neutro, sem coloração americana, britânica, canadense ou australiana. Qualquer variedade regional de inglês tem um conjunto de conotação políticas, sociais e culturais associadas a ela, mesmo as chamadas formas “padrão”. 
Segundo esse ponto de vista, o inglês internacional é um conceito de inglês que minimiza os aspectos definidos pelo imperialismo colonial da Grã-Bretanha vitoriana ou pelo entendimento de um suposto imperialismo cultural dos Estados Unidos do século XX. Enquanto que o colonialismo britânico lançou as bases para o inglês em grande parte do mundo, o inglês internacional é um produto de uma cultura mundial emergente, muito atribuível à influência dos Estados Unidos, mas conceitualmente baseado em um grau muito maior de conversas cruzadas e transculturação linguística, que tende a mitigar tanto a influência dos Estados Unidos quanto a influência colonial britânica.
O desenvolvimento do inglês internacional geralmente se concentra nas comunidades acadêmicas e científicas, onde o uso formal do inglês é predominante e o uso criativo do idioma é mínimo. Esse inglês internacional formal permite a entrada na cultura ocidental como um todo e nos valores culturais ocidentais em geral.

### Muitos ingleses
Decisões difíceis devem ser feitas se a padronização do inglês for buscada. Isso inclui a adoção de um padrão atual ou a adoção de um padrão mais neutro, porém artificial. Um verdadeiro inglês internacional pode suplantar o inglês americano e o britânico atuais como a variedade de inglês para a comunicação internacional, deixando-os como dialetos locais ou então surgiria uma fusão do inglês geral americano e britânico padrão com a mistura de outras variedades de inglês e, de modo geral, substituir todas essas variedades de inglês.
No devido tempo, podemos precisar controlar dois tipos de inglês padrão – aquele que nos dá identidade nacional e local e o outro que nos coloca em contato com o resto da raça humana. Na verdade, podemos todos precisar de nos tornar bilingues em nossa própria língua. - David Crystal (1988: p. 265).
Esta é a situação enfrentada há muito tempo por muitos usuários do inglês, que possuem um dialeto “não padrão” do inglês como sua língua materna, mas também aprenderam a escrever (e talvez também a falar) um dialeto mais padrão. Esse fenômeno é conhecido em linguística como diglossia. Muitos acadêmicos frequentemente publicam materiais em periódicos que exigem uma variedade de diferentes tipos de inglês e mudam o estilo e a grafia conforme necessário sem grande dificuldade.
No que diz respeito à ortografia, as diferenças entre o uso americano e o britânico tornaram-se perceptíveis devido aos primeiros lexicógrafos influentes (redatores de dicionários) de cada lado do Atlântico. O dicionário de Samuel Johnson, de 1755, favorecia muito as grafias influenciadas pelos normandos, como centre e colour. Por outro lado, o primeiro guia de Noah Webster para ortografia norte-americana, publicado em 1783, preferia grafias como center e a palavra latina cor. As diferenças de estratégia e filosofia de Johnson e Webster são em grande parte responsáveis pela divisão da língua inglesa que existe hoje. No entanto, essas diferenças são extremamente pequenas. A ortografia é apenas uma pequena parte das diferenças entre os dialetos do inglês e pode nem mesmo refletir as diferenças dialetais (exceto no diálogo com a grafia fonética). O inglês internacional se refere a muito mais do que um padrão de ortografia acordado.

### Padrão duplo
Duas abordagens para o inglês internacional são a abordagem individualista e inclusiva e a abordagem do novo dialeto.
A abordagem individualista dá controle a autores individuais para escrever e soletrar como eles desejam, dentro de supostos padrões de convenção, e aceitar a validade das diferenças. The Longman Grammar of Spoken and Written English, publicado em 1999, é um estudo descritivo do inglês americano e britânico no qual cada capítulo segue convenções ortográficas individuais de acordo com a preferência do editor principal desse capítulo.
A nova abordagem do dialeto no The Cambridge Guide to English Usage (Peters, 2004), que tenta evitar qualquer viés de linguagem e, consequentemente, usa um sistema ortográfico internacional idiossincrático de formas americanas e britânicas mistas, mas tendendo a preferir as grafias do inglês americano.